# Championnats du monde de judo 2007
Navigation
Édition précédente Édition suivante
La 28e édition des Championnats du monde de judo se déroulent du 13 au 16 septembre 2007 à Rio de Janeiro au Brésil. Après avoir accueilli la 1965, la ville organise pour la seconde fois l'événement bisannuel organisé par la Fédération internationale de judo (IJF).
A moins d'un an des Jeux olympiques de Pékin, la compétition mondiale prend une autre dimension puisque les cinq premiers de chaque catégorie — hormis les toutes catégories qui ne figurent plus au programme olympique — permettent à leur pays de se voir attribuer un quota non-nominatif pour qualifier directement un judoka pour les Jeux. Quatre-vingt-quatre quotas sont ainsi distribués lors des quatre jours de compétition.
Nation hôte, le Brésil réalise les meilleurs championnats de son histoire. Huitième nation au classement des médailles en 2005, les judokas brésiliens terminent cette fois à la seconde place générale avec quatre médailles dont trois titres mondiaux, tous obtenus par des hommes. Le judo brésilien ne comptait jusqu'alors qu'un champion du monde, João Derly, sacré lors de l'édition précédente. Le Japon termine une nouvelle fois en tête du tableau des médailles avec neuf médailles dont trois titres. Le pays doit cependant attendre le dernier jour de compétition pour remporter une médaille d'or. La suite du classement est logique puisqu'on retrouve les nations classiques du judo à la tête desquelles la France, Cuba et la Chine.

## Organisation
La ville de Rio de Janeiro s'est vu décerner l'organisation des championnats du monde le 9 septembre 2003 à Saint-Domingue. Après une candidature malheureuse pour l'édition 2005 finalement attribuée à la ville égyptienne du Caire, Rio sort vainqueur de l'élection aux dépens de la candidature néerlandaise. L'ensemble des compétitions se déroulent dans l'Arena Olimpica do Rio, une salle omnisports d'une capacité de 15 000 places inaugurée en 2007 pour l'organisation des Jeux panaméricains.
Le logo officiel des championnats du monde représente le Mont du Pain de Sucre, pic rocheux situé au large de la ville de Rio de Janeiro, dont le relief est décoré d'une ceinture noire de judo.

### Programme
| Jours  | Jeudi 13           | Vendredi 14      | Samedi 15        | Dimanche 16    |
| ------ | ------------------ | ---------------- | ---------------- | -------------- |
| Femmes | +78 kg et -78 kg   | -70 kg et -63 kg | -57 kg et -52 kg | -48 kg et open |
| Hommes | +100 kg et -100 kg | -90 kg et -81 kg | -73 kg et -66 kg | -60 kg et open |

## Principales têtes d'affiche

### Favoris
Les judokas indiqués en italique ne sont pas présents à Rio pour disputer ces championnats.

#### Hommes
| Catégorie            | - 60 kg         | - 66 kg          | - 73 kg     | - 81 kg          | - 90 kg         | - 100 kg     | + 100 kg            | open                 |
| Champions olympiques | Tadahiro Nomura | Masato Uchishiba | Lee Won-hee | Ilías Iliádis    | Zurab Zviadauri | Ihar Makarau | Keiji Suzuki        | non disputé          |
| Champions du monde   | Craig Fallon    | João Derly       | Ákos Braun  | Guillaume Elmont | Hiroshi Izumi   | Keiji Suzuki | Alexander Mikhaylin | Dennis van der Geest |

#### Femmes
| Catégorie              | - 48 kg      | - 52 kg      | - 57 kg        | - 63 kg        | - 70 kg     | - 78 kg         | + 78 kg      | open            |
| Championnes olympiques | Ryōko Tani   | Xian Dongmei | Yvonne Bönisch | Ayumi Tanimoto | Masae Ueno  | Noriko Anno     | Maki Tsukada | non disputé     |
| Championnes du monde   | Yanet Bermoy | Li Ying      | Kye Sun-hui    | Lucie Décosse  | Edith Bosch | Yurisel Laborde | Tong Wen     | Midori Shintani |

### Principaux absents
Le Japonais Tadahiro Nomura, triple champion olympique dans la catégorie des moins de 60 kg (poids super-légers), déclare forfait pour les Mondiaux de Rio à cause d'une blessure au genou droit. Il est remplacé par Tatsuhaki Egusa. L'Israélien Ariel Zeevi en moins de 100 kg (médaillé de bronze olympique, triple champion d'Europe) ou la Française Éva Bisseni en plus de 78 kg figurent parmi les autres forfaits à l'approche de la compétition. Blessée au genou au début de l'année, la Française Céline Lebrun, médaillée de bronze en 2005 en moins de 78 kg, n'est pas sélectionnée car insuffisamment remise (Stéphanie Possamaï lui est préférée). Le médaillé olympique de 2000 Flavio Canto ne dispute pas non plus les mondiaux organisés dans son pays. En manque de préparation, le champion du monde en titre de la catégorie des moins de 60 kg, Craig Fallon, n'est pas sélectionné par sa fédération

## Résultats

### Podiums

#### Hommes
| Épreuves                          | Or                      | Argent                   | Bronze                                         |
| --------------------------------- | ----------------------- | ------------------------ | ---------------------------------------------- |
| Moins de 60 kg Poids super-légers | Ruben Houkes (NED)      | Nestor Khergiani (GEO)   | Ludwig Paischer (AUT) Choi Min-ho (KOR)        |
| Moins de 66 kg Poids mi-légers    | João Derly (BRA)        | Yordanis Arencibia (CUB) | Arash Miresmaeili (IRN) Miklós Ungvári (HUN)   |
| Moins de 73 kg Poids légers       | Wang Ki-chun (KOR)      | Elnur Mammadli (AZE)     | Yusuke Kanamaru (JPN) Rasul Boqiev (TJK)       |
| Moins de 81 kg Poids mi-moyens    | Tiago Camilo (BRA)      | Anthony Rodriguez (FRA)  | Euan Burton (GBR) Guillaume Elmont (NED)       |
| Moins de 90 kg Poids moyens       | Irakli Tsirekidze (GEO) | Ilías Iliádis (GRE)      | Ivan Pershin (RUS) Roberto Meloni (ITA)        |
| Moins de 100 kg Poids mi-lourds   | Luciano Corrêa (BRA)    | Peter Cousins (GBR)      | Oreidis Despaigne (CUB) Dániel Hadfi (HUN)     |
| Plus de 100 kg Poids lourds       | Teddy Riner (FRA)       | Tamerlan Tmenov (RUS)    | Lasha Gujejiani (GEO) João Schlittler (BRA)    |
| Toutes catégories                 | Yasuyuki Muneta (JPN)   | Jury Rybak (BLR)         | Matthieu Bataille (FRA) Abdullo Tangriev (UZB) |

#### Femmes
| Épreuves                          | Or                     | Argent                 | Bronze                                               |
| --------------------------------- | ---------------------- | ---------------------- | ---------------------------------------------------- |
| Moins de 48 kg Poids super-légers | Ryōko Tani (JPN)       | Yanet Bermoy (CUB)     | Frédérique Jossinet (FRA) Alina Dumitru (ROU)        |
| Moins de 52 kg Poids mi-légers    | Shi Junjie (CHN)       | Telma Monteiro (POR)   | An Kum-ae (PRK) Yuka Nishida (JPN)                   |
| Moins de 57 kg Poids légers       | Kye Sun-hui (PRK)      | Isabel Fernández (ESP) | Bernadett Baczkó (HUN) Aiko Sato (JPN)               |
| Moins de 63 kg Poids mi-moyens    | Driulis González (CUB) | Lucie Décosse (FRA)    | Elisabeth Willeboordse (NED) Ayumi Tanimoto (JPN)    |
| Moins de 70 kg Poids moyens       | Gévrise Émane (FRA)    | Ronda Rousey (USA)     | Ylenia Scapin (ITA) Anett Mészáros (HUN)             |
| Moins de 78 kg Poids mi-lourds    | Yurisel Laborde (CUB)  | Sae Nakazawa (JPN)     | Stéphanie Possamaï (FRA) Gyeong Jeong (KOR)          |
| Plus de 78 kg Poids lourds        | Tong Wen (CHN)         | Maki Tsukada (JPN)     | Sandra Köppen (GER) Carola Uilenhoed (NED)           |
| Toutes catégories                 | Maki Tsukada (JPN)     | Lucija Polavder (SVN)  | Anne-Sophie Mondière (FRA) Ielena Ivachtchenko (RUS) |

### Classements

#### Hommes
| - 60 kg | - 66 kg | - 73 kg | - 81 kg |
| 1 • Ruben Houkes 2 • Nestor Khergiani 3 • Ludwig Paischer 3 • Choi Min-ho 5 • Rok Draksic 5 • Khashbaataryn Tsagaanbaatar 7 • Tatsuaki Egusa 7 • Cemal Oğuz | 1 • João Derly 2 • Yordanis Arencibia 3 • Arash Miresmaeili 3 • Miklós Ungvári 5 • Giovanni Casale 5 • Armen Nazarian 7 • Sasha Mehmedovich 7 • Andreas Mitterfellner | 1 • Wang Ki-chun 2 • Elnur Mammadli 3 • Yusuke Kanamaru 3 • Rasul Boqiev 5 • Sezer Huysuz 5 • David Kevkhishvili 7 • Robert Gess 7 • Konstantin Semenov | 1 • Tiago Camilo 2 • Anthony Rodriguez 3 • Euan Burton 3 • Guillaume Elmont 5 • Giuseppe Maddaloni 5 • Robert Krawczyk 7 • Kwon Young Woo 7 • Tomislav Marijanovic        |
| - 90 kg | - 100 kg | + 100 kg | toutes catégories |
| 1 • Irakli Tsirekidze 2 • Ilías Iliádis 3 • Ivan Pershin 3 • Roberto Meloni 5 • Mark Huizinga 5 • Hesham Mesbah 7 • Winston Gordon 7 • Elkhan Mammadov      | 1 • Luciano Corrêa 2 • Peter Cousins 3 • Oreidis Despaigne 3 • Dániel Hadfi 5 • Amel Mekic 5 • Levani Zhorzholiani 7 • Vitaly Bubon 7 • Utkir Kurbanov                | 1 • Teddy Riner 2 • Tamerlan Tmenov 3 • Lasha Gujejiani 3 • João Schlittler 5 • Kōsei Inoue 5 • Xiangiun Wei 7 • Abdullo Tangriev 7 • Óscar Brayson     | 1 • Yasuyuki Muneta 2 • Jury Rybak 3 • Matthieu Bataille 3 • Abdullo Tangriev 5 • Daniel Hernandes 5 • Naidangiin Tüvshinbayar 7 • Franz Birkfellner 7 • Movlud Miraliyev |

#### Femmes
| - 48 kg | - 52 kg | - 57 kg | - 63 kg |
| 1 • Ryōko Tani 2 • Yanet Bermoy 3 • Frédérique Jossinet 3 • Alina Dumitru 5 • Paula Pareto 5 • Kim Yong-Ram 7 • Eva Czernoviczki 7 • Tatiana Moskvina | 1 • Shi Junjie 2 • Telma Monteiro 3 • An Kum-ae 3 • Yuka Nishida 5 • Kim Kyung-Ok 5 • Erika Miranda 7 • Soraya Haddad 7 • Georgina Singleton     | 1 • Kye Sun-hui 2 • Isabel Fernández 3 • Bernadett Baczkó 3 • Aiko Sato 5 • Nina Koivumaki 5 • Giulia Quintavalle 7 • Yvonne Bönisch 7 • Faith Pitman       | 1 • Driulis González 2 • Lucie Décosse 3 • Elisabeth Willeboordse 3 • Ayumi Tanimoto 5 • Urška Žolnir 5 • Anna von Harnier 7 • Claudia Heill 7 • Ja-Young Kong       |
| - 70 kg | - 78 kg | + 78 kg | toutes catégories |
| 1 • Gévrise Émane 2 • Ronda Rousey 3 • Ylenia Scapin 3 • Anett Mészáros 5 • Mary Pryshchepa 5 • Edith Bosch 7 • Leire Iglesias 7 • Yalennis Castillo  | 1 • Yurisel Laborde 2 • Sae Nakazawa 3 • Stéphanie Possamaï 3 • Kyung-Mi Jung 5 • Lucia Morico 5 • Xiuli Yang 7 • Edinanci Silva 7 • Houda Miled | 1 • Tong Wen 2 • Maki Tsukada 3 • Sandra Köppen 3 • Carola Uilenhoed 5 • Anne-Sophie Mondière 5 • Karina Bryant 7 • Urszula Sadkowska 7 • Nihel Chikhrouhou | 1 • Maki Tsukada 2 • Lucija Polavder 3 • Anne-Sophie Mondière 3 • Ielena Ivachtchenko 5 • Yuliya Barysik 5 • Idalys Ortíz 7 • Liu Huanyuan 7 • Tserenkhand Dorjgotov |

## Tableau des médailles
| Rang  | Nation        | Or | Argent | Bronze | Total |
| ----- | ------------- | -- | ------ | ------ | ----- |
| 1     | Japon         | 3  | 2      | 4      | 9     |
| 2     | Brésil        | 3  | 0      | 1      | 4     |
| 3     | France        | 2  | 2      | 4      | 8     |
| 4     | Cuba          | 2  | 2      | 1      | 5     |
| 5     | Chine         | 2  | 0      | 0      | 2     |
| 6     | Géorgie       | 1  | 1      | 1      | 3     |
| 7     | Pays-Bas      | 1  | 0      | 3      | 4     |
| 8     | Corée du Sud  | 1  | 0      | 2      | 3     |
| 9     | Corée du Nord | 1  | 0      | 1      | 2     |
| 10    | Russie        | 0  | 1      | 2      | 3     |
| 11    | Royaume-Uni   | 0  | 1      | 1      | 2     |
| 12    | Azerbaïdjan   | 0  | 1      | 0      | 1     |
| =     | Biélorussie   | 0  | 1      | 0      | 1     |
| =     | Espagne       | 0  | 1      | 0      | 1     |
| =     | États-Unis    | 0  | 1      | 0      | 1     |
| =     | Grèce         | 0  | 1      | 0      | 1     |
| =     | Portugal      | 0  | 1      | 0      | 1     |
| =     | Slovénie      | 0  | 1      | 0      | 1     |
| 19    | Hongrie       | 0  | 0      | 4      | 4     |
| 20    | Italie        | 0  | 0      | 2      | 2     |
| 21    | Allemagne     | 0  | 0      | 1      | 1     |
| =     | Autriche      | 0  | 0      | 1      | 1     |
| =     | Iran          | 0  | 0      | 1      | 1     |
| =     | Ouzbékistan   | 0  | 0      | 1      | 1     |
| =     | Roumanie      | 0  | 0      | 1      | 1     |
| =     | Tadjikistan   | 0  | 0      | 1      | 1     |
| Total | Total         | 16 | 16     | 32     | 64    |